# Elinor Barker
Elinor Jane Barker MBE (Cardiff, 7 de setembro de 1994) é uma desportista britânica que compete no ciclismo nas modalidades de pista, especialista na prova de perseguição por equipas,  e estrada.
Participou nos Jogos Olímpicos de Verão de 2016, obtendo uma medalha de ouro na prova de (fazendo equipa com Katie Archibald, Laura Trott e Joanna Rowsell-Shand).
Ganhou doze medalhas no Campeonato Mundial de Ciclismo em Pista entre os anos 2013 e 2020, e oito medalhas no Campeonato Europeu de Ciclismo em Pista entre os anos 2013 e 2019.

## Carreira
Barker começou a triunfar no ciclismo em 2012, quando se tornou campeã mundial júnior de contrarrelógio ao vencer o percurso de 15,6 km em Valkenburg, nos Países Baixos, em 22 minutos e 26,29 segundos durante o Campeonato Mundial de Estrada. Posteriormente, foi nomeada a desportista jovem do ano pela BBC Cymru Wales.
O primeiro título na categoria adulta aconteceu no Campeonato Mundial de Ciclismo em Pista de 2013, em Minsk, onde ela foi integrante na equipe de perseguição que levou a medalha de ouro. No ano seguinte representou o País de Gales nos Jogos da Commonwealth, em Glasgow, onde conquistou uma medalha de prata e outra de bronze.
Em 2015 integrou a equipe de estrada Matrix Fitness, juntamente com a colega Laura Trott, após sua primeira passagem pela Wiggle entre 2013 e 2014.

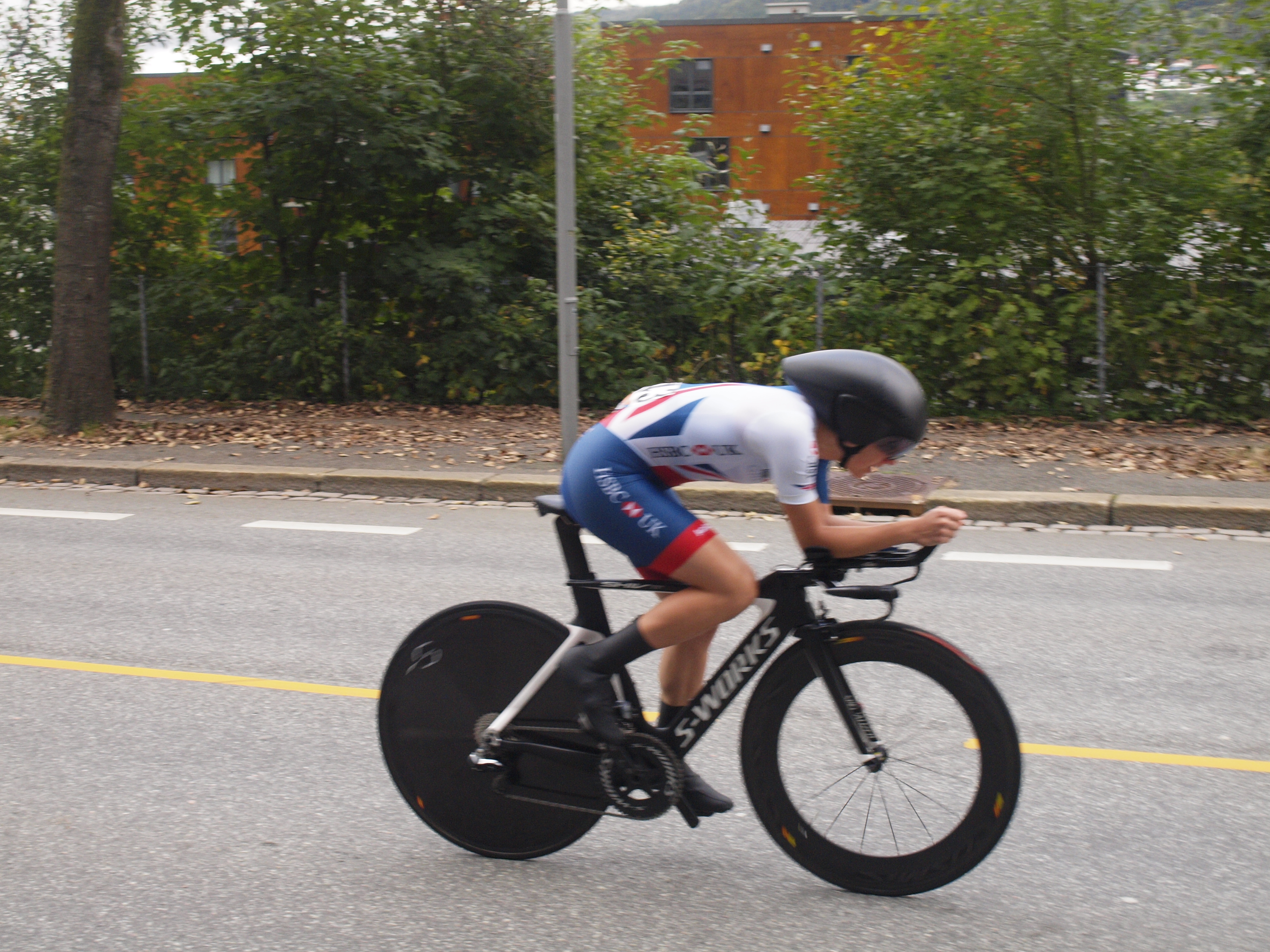
Barker durante o Campeonato Mundial de Ciclismo em Estrada de 2017.

Na pista, disputou sua primeira Olimpíada nos Jogos do Rio, ganhando a medalha de ouro na perseguição por equipes ao lado de Katie Archibald, Joanna Rowsell Shand e Trott, em tempo para recorde mundial de 4 minutos e 10,236 segundos. No Campeonato Mundial de 2017, Barker conquistou duas medalhas de prata, uma na corrida de scratch e outra no madison, ao lado de Emily Nelson, e seu primeiro título mundial em uma prova individual na corrida por pontos.
Barker representou o País de Gales nos Jogos da Commonwealth de 2018, em Gold Coast, e conquistou mais uma medalha de ouro na corrida por pontos, tornando-se o primeiro ciclista galês de qualquer gênero a vencer uma prova no ciclismo de pista desde Auckland 1990. Na estrada, ela retornou para a equipe Wiggle se juntando a sua companheira Katie Archibald.
Barker foi nomeada como membro da Ordem do Império Britânico (MBE) em 2017 devido aos serviços prestados no ciclismo.

## Medalheiro internacional
| Jogos Olímpicos    | Jogos Olímpicos            | Jogos Olímpicos   | Jogos Olímpicos         |
| Ano                | Lugar                      | Medalha           | Competição              |
| ------------------ | -------------------------- | ----------------- | ----------------------- |
| 2016               | Rio de Janeiro ( Brasil)   | Medalha de ouro   | Perseguição por equipas |
| Campeonato Mundial |                            |                   |                         |
| Ano                | Lugar                      | Medalha           | Competição              |
| 2013               | Minsk ( Bielorrússia)      | Medalha de ouro   | Perseguição por equipas |
| 2014               | Cali ( Colômbia)           | Medalha de ouro   | Perseguição por equipas |
| 2015               | Saint-Quentin ( França)    | Medalha de prata  | Perseguição por equipas |
| 2016               | Londres ( Reino Unido)     | Medalha de bronze | Perseguição por equipas |
| 2017               | Hong Kong ( China)         | Medalha de ouro   | Pontuação               |
| 2017               | Hong Kong ( China)         | Medalha de prata  | Scratch                 |
| 2017               | Hong Kong ( China)         | Medalha de prata  | Madison                 |
| 2018               | Apeldoorn ( Países Baixos) | Medalha de prata  | Perseguição por equipas |
| 2019               | Pruszków ( Polónia)        | Medalha de ouro   | Scratch                 |
| 2019               | Pruszków ( Polónia)        | Medalha de prata  | Perseguição por equipas |
| 2020               | Berlim ( Alemanha)         | Medalha de ouro   | Pontuação               |
| 2020               | Berlim ( Alemanha)         | Medalha de prata  | Perseguição por equipas |
| Campeonato Europeu |                            |                   |                         |
| Ano                | Lugar                      | Medalha           | Competição              |
| 2013               | Apeldoorn ( Países Baixos) | Medalha de ouro   | Perseguição por equipas |
| 2014               | Baie-Mahault ( França)     | Medalha de ouro   | Perseguição por equipas |
| 2015               | Grenchen ( Suíça )         | Medalha de ouro   | Perseguição por equipas |
| 2016               | Saint-Quentin ( França)    | Medalha de prata  | Scratch                 |
| 2017               | Berlim ( Alemanha)         | Medalha de ouro   | Madison                 |
| 2017               | Berlim ( Alemanha)         | Medalha de prata  | Perseguição por equipas |
| 2018               | Glasgow ( Reino Unido)     | Medalha de ouro   | Perseguição por equipas |
| 2019               | Apeldoorn ( Países Baixos) | Medalha de ouro   | Perseguição por equipas |

## Palmarés
- 2017
  - 1 etapa do BeNe Ladies Tour[12]